# Certolizumab pegol
El certolizumab pegol (CDP870, comercialitzat com a Cimzia) és un anticòs monoclonal terapèutic contra el factor de necrosi tumoral alfa (TNF-α). Aquest anti-TNF s'usa per al tractament de la malaltia de Crohn i l'artritis reumatoide. Fabricat per UCB, amb el nom de Cimzia.

## Mètode d'acció
Certolizumab pegol és un anticòs monoclonal dirigit contra el factor de necrosi tumoral alfa (TNF-α). Més precisament, és un fragment de Fab' pegilat d'un anticòs monoclonal inhibidor de TNF humanitzat.

## Assajos clínics
S'han obtingut resultats positius en dos estudis de fase III de Certolizumab pegol contra placebo en malaltia de Crohn activa de moderada a severa.
Els resultats preliminars dels estudis de fase III RAPID 1 i 2 també van ser positius.
El 2013 un estudi de fase III de doble-cec, randomitzat i controlat per placebo va obtenir resultats significativament positius en questionaris resposos pels pacients, amb una ràpida millora del dolor.

## Estatus legal
El 22 d'abril de 2008, l'Administració d'Aliments i Fàrmacs dels Estats Units va aprovar l'ús de Cimzia per al tractament de la malaltia de Crohn en casos que no responguessin de manera adequada o suficient a la teràpia convencional.
El 26 de juny de 2009 el Comitè pels productes medicinals per a l'ús humà de l'Agència Europea de Medicaments va expressar una opinió positiva sobre el fàrmac, recomanant a la Comissió Europea que li atorgués una autorització de comercialització de Cimzia per al tractament de l'artritis reumatoide (però no per a la malaltia de Crohn). Aquesta autorització va ser donada a UCB Pharma l'1 d'octubre de 2009.